# Manasseh Masseh Lopes
Manasseh Masseh Lopes, 1er baronnet (27 janvier 1755 - 26 mars 1831), de Maristow, dans la paroisse de Tamerton Foliot, Devon, est un député britannique et marchand.

## Biographie
Lopes est membre d'une riche famille de juifs portugais et est né en Jamaïque. En 1798, il acquiert Maristow House près de Roborough dans le Devon, qui devient son siège familial. Il investit également depuis de nombreuses années une partie de sa fortune dans l'acquisition d'influence dans plusieurs arrondissements parlementaires.
Selon la loi en vigueur à cette époque, aucun membre de la religion juive ne pouvait être élu au Parlement. De nombreuses confessions chrétiennes étaient également interdites. En 1802, Lopes se convertit au christianisme, et plus tard la même année, il entre au Parlement en tant que député conservateur de New Romney. Il représente ensuite Evesham à partir de 1807 et Barnstaple à partir de 1812. En 1810, il achète le contrôle de l'arrondissement de poche de Westbury à Montagu Bertie (5e comte d'Abingdon) lorsque ce dernier vend le manoir de Westbury. Westbury est un arrondissement de burgage où le droit de vote est attaché à la propriété de certains domaines; Lopes les avait tous achetés, sauf deux, ces «burgage tenements», lui donnant le pouvoir absolu de nommer les deux députés de Westbury. Contrairement à la corruption, les transactions de ce type étaient parfaitement légales. Entre 1814 et 1819, il donne l'un de ces sièges à son neveu et héritier, Ralph Franco.
Pendant ce temps, Lopes exerce son influence dans divers arrondissements au nom du gouvernement, et en 1805, il est créé baronnet, avec un reste spécial à son neveu Ralph Franco, fils de sa sœur Esther. Ralph, qui hérite du titre à sa mort, a changé plus tard son nom de famille en Lopes. En 1810, il est nommé haut shérif du Devon.
En 1819, il est accusé d'avoir soudoyé les électeurs dans deux circonscriptions distinctes lors des élections générales de l'année précédente. Une telle corruption était courante, mais les réformateurs cherchent une personnalité, ce qui donne de l'importance à leur campagne, et il semble probable qu'en tant que juif étranger, Lopes est considéré comme le "méchant idéal" à cet effet. Dans sa propre circonscription de Barnstaple, il aurait dépensé 3 000 £ pour soudoyer les électeurs et, après enquête, son élection est déclarée nulle. Pendant ce temps, à Grampound en Cornouailles, bien qu'aucune protestation officielle n'ait été lancée contre le résultat des élections, des poursuites sont engagées en vertu du droit pénal et Lopes est reconnu coupable, condamné à une amende de 1 000 £ et emprisonné pendant deux ans. À la suite du scandale, l'arrondissement de Grampound, déjà notoirement corrompu, est définitivement privé de son droit d'élire des députés. La peine de Lopes est remise en septembre 1820 et il se présente au Parlement à Westbury lors d'une élection partielle en novembre.
En 1829, le gouvernement conservateur du duc de Wellington décide de légiférer pour l'émancipation catholique, une politique à laquelle sont opposés ses propres partisans ultra-conservateurs. Le ministre de l'Intérieur, Robert Peel, dont la propre circonscription de l'Université d'Oxford est l'un des plus grands bastions des opposants à l'émancipation catholique, se sent obligé de démissionner et de se présenter à une élection partielle pour recevoir un mandat pour son changement de politique, et est battu. Pour permettre à Peel de retourner aux Communes à temps pour présenter le projet de loi, Lopes quitte son propre siège à Westbury et Peel est élu à sa place. Cela provoque des commentaires hostiles considérables, notamment parce que le gouvernement a répondu à l'establishment anglican qui vote contre eux, en obtenant un siège auprès d'un propriétaire d'arrondissement juif. Lopes s'attend à ce qu'il soit récompensé pour avoir fourni son siège à un moment si vital avec une pairie, mais il est déçu.
Bien que Peel n'ait pas eu besoin du siège après les élections générales qui ont lieu l'année suivante, Lopes ne se représente plus.
Il est décédé en 1831 à l'âge de 76 ans. Son mémorial, par Richard Westmacott est à Bickleigh Church .